# Stadtmuseum Amberg
Das Stadtmuseum Amberg ist das städtische Museum der Stadt Amberg. Seit 1989 ist es im „Baustadel“, einem Lagergebäude des 15./16. Jahrhunderts, neu aufgestellt. In den Jahren 2001/2002 wurde es um einen Anbau erweitert.

## Sammlung
Der Rundgang beginnt mit der kurfürstlichen Zeit (1329–1803). Mit 100 Objekten wird das Aussehen der Stadt und ihr Wandel vom 16. zum 20. Jahrhundert in der Abteilung „Ansichtssache – das Bild der Stadt“ vorgestellt. Im Bereich „Einkaufen wie zu Omas Zeiten“ erinnern ein Krämerladen und eine Amberger Bäckerei an das Geschäftsleben.
Die Einrichtung einer Zahnarztpraxis von 1880 mit den dazugehörigen Instrumenten wie Bohrer, Zahnzangen und Spritzen zeigt in der Abteilung „Aspekte des Gesundheitswesens“ die unangenehmeren Seiten der vergangenen Jahrhunderte. Außerdem geht der Besucher durch den Verkaufsraum der Adlerapotheke. Die Einrichtung stammt aus der Zeit um 1875 und war bis 2007 in Amberg in Gebrauch. Im Foyer des Museums sind die erhaltenen Einrichtungsteile der Oberen Apotheke aus der Zeit um 1739–1750 ausgestellt.
Die Abteilung „Kleidung von gestern und heute“ zeigt Stücke aus 200 Jahren Kleidungsgeschichte und die Wandlung des Erscheinungsbildes des Menschen von 1800 bis heute. Mit direktem Bezug schließt sich das Thema Regionales Handwerk mit Berufen zur „Zier des Menschen“ an: Friseur, Schuhmacher und Goldschmied.
Für den Bereich Industrie steht die Königlich Bayerische Gewehrfabrik Amberg (1801–1919), die einzige Gewehrfabrik Bayerns, als frühes Beispiel eines Industriebetriebes. In der Spezialsammlung „Amberger Fayence und Steingut“ mit rund 1000 Objekten wird die Vielfalt der Fayenceerzeugnisse (1759–1800) und der Steingutwaren (um 1795–1913) vorgestellt. Emailgeschirr gehört zu den frühen Industrieprodukten für Haushalt und Küche. Die Emailwarenfabrik Gebrüder Baumann (1872–1986), mit bis zu 2500 Mitarbeitern um 1900 eines der größten Unternehmen der Oberpfalz, exportierte weltweit. Als Beitrag zur Sozial- und Industriegeschichte Ambergs werden Firmengeschichte sowie Herstellung und Formenvielfalt der Blechwaren, vom Kochtopf bis zum Nachttopf, erläutert.
Zum Abschluss des Rundgangs werden drei bekannte Persönlichkeiten Ambergs vorgestellt: Der Erfinder des Brettspiels „Mensch ärgere Dich nicht“ Josef Friedrich Schmidt, der Gründer des Münchner Marionettentheaters, Josef Leonhard Schmid, und der Künstler Michael Mathias Prechtl.
In der 2016 eröffneten Dauerausstellung A Tribute to Michael Mathias Prechtl wird das Werk Michael Mathias Prechtls in über 100 Originalzeichnungen, Gemälden und Plakaten gezeigt.
Das Museum bietet Sonderausstellungen, museumspädagogische Aktionen und Themenführungen an, unter anderem für Menschen mit Sehbehinderung, Führungen mit DGS-Dolmetscherin und Führungen in Einfacher Sprache.